# Phalène
A  phalène belga társasági kutyafajta.

## Történet
A Belgiumból származó Phaléne kitűnő társasági kutya. Kialakulása az 1600-as évekre tehető. A reneszánsz Itáliában nagyon népszerű fajta volt, de az európai királyi udvarokban is kedvelték. Az Egyesült Államokban nem ismerik el önálló fajtának, a papillon egyik változatának tartják.
A közeli rokontól az különbözteti meg, hogy neki lelógó füle van szemben a kis "pillangókisasszonnyal".

## Külleme
Marmagassága 20-28 centiméter, tömege 4,1-4,5 kilogramm. Lelógó füle különbözteti meg közeli rokonától a papillontól. Selymes szőrzetű, kis termetű kutyus.

## Jelleme
Életerős, büszke tartású, kecses kutya. Könnyed, elegáns járású. Éber, barátságos. Selymes a szőrzete, magasan tűzött és bozontos a farka.

## Képgaléria

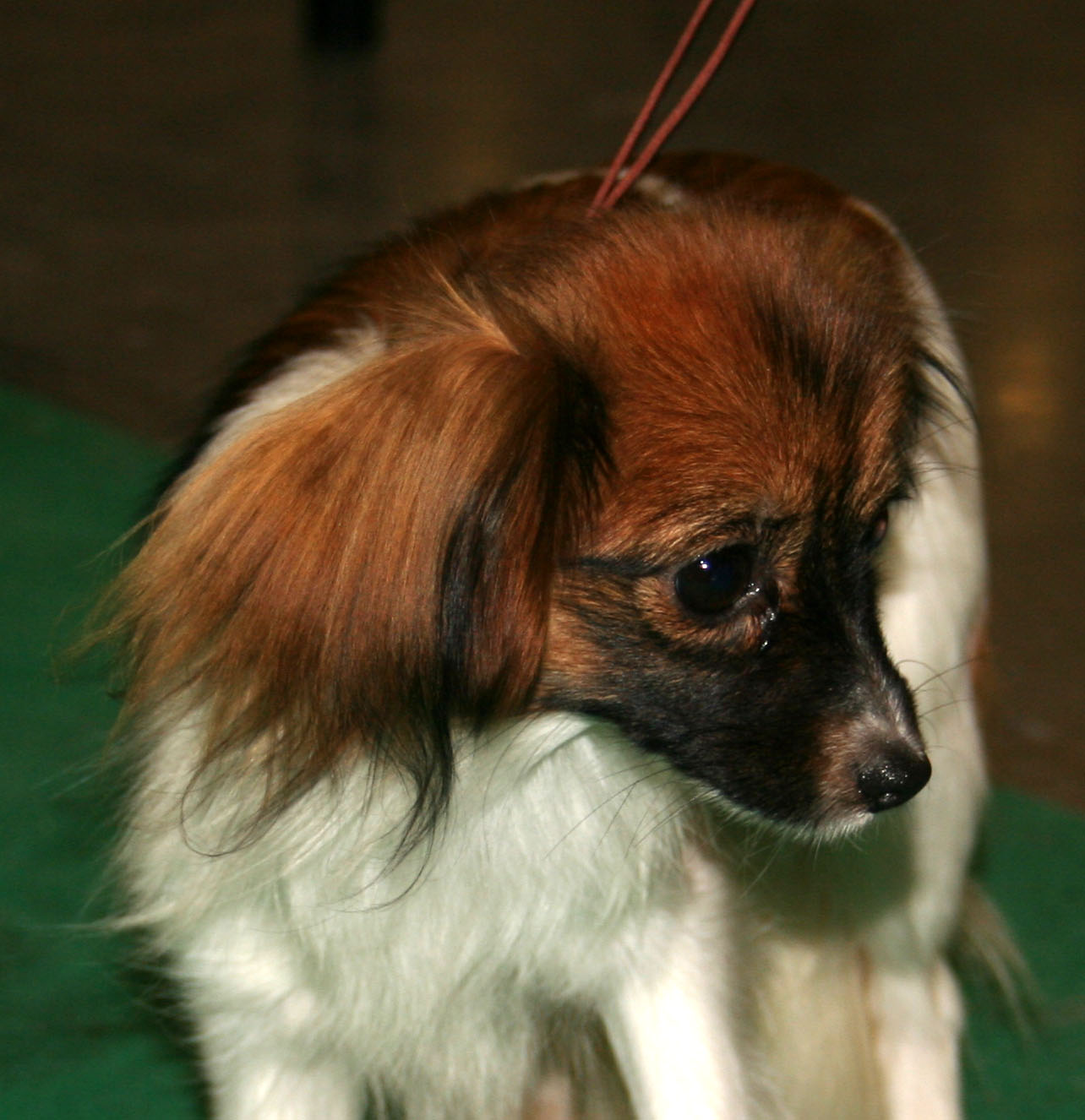
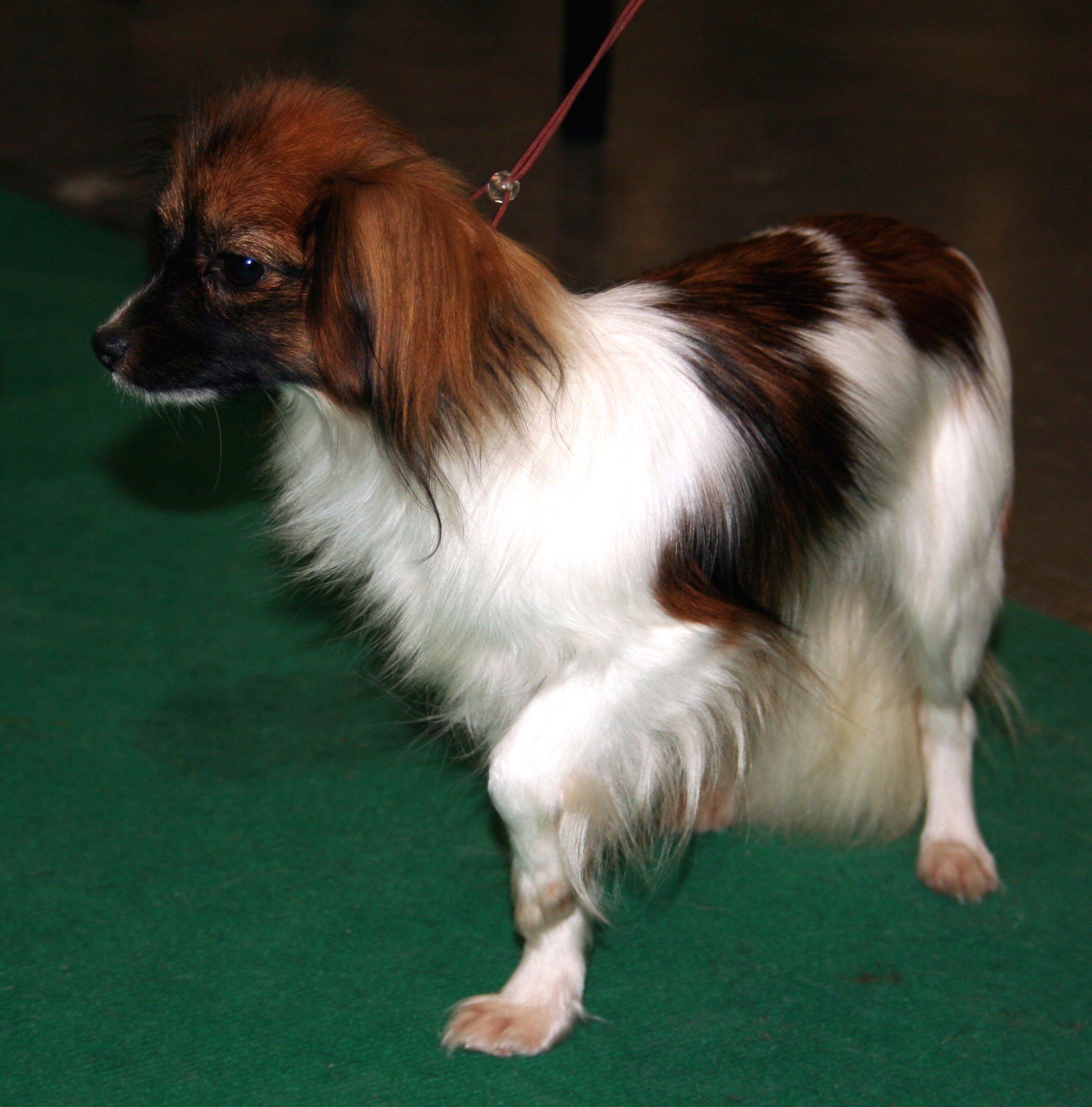